# Méribel
Koordinaten: 45° 24′ N, 6° 34′ O

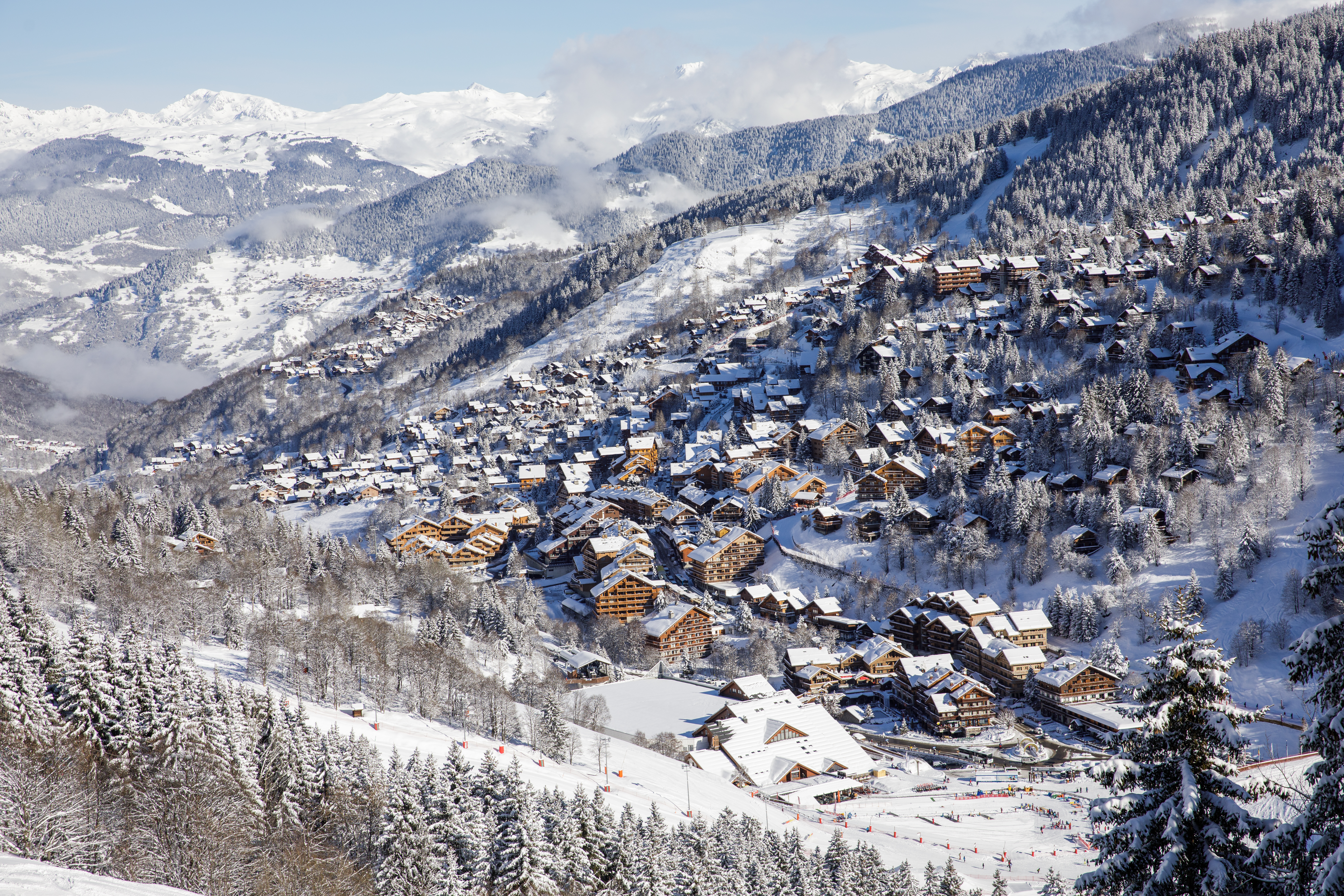
Méribel-Centre

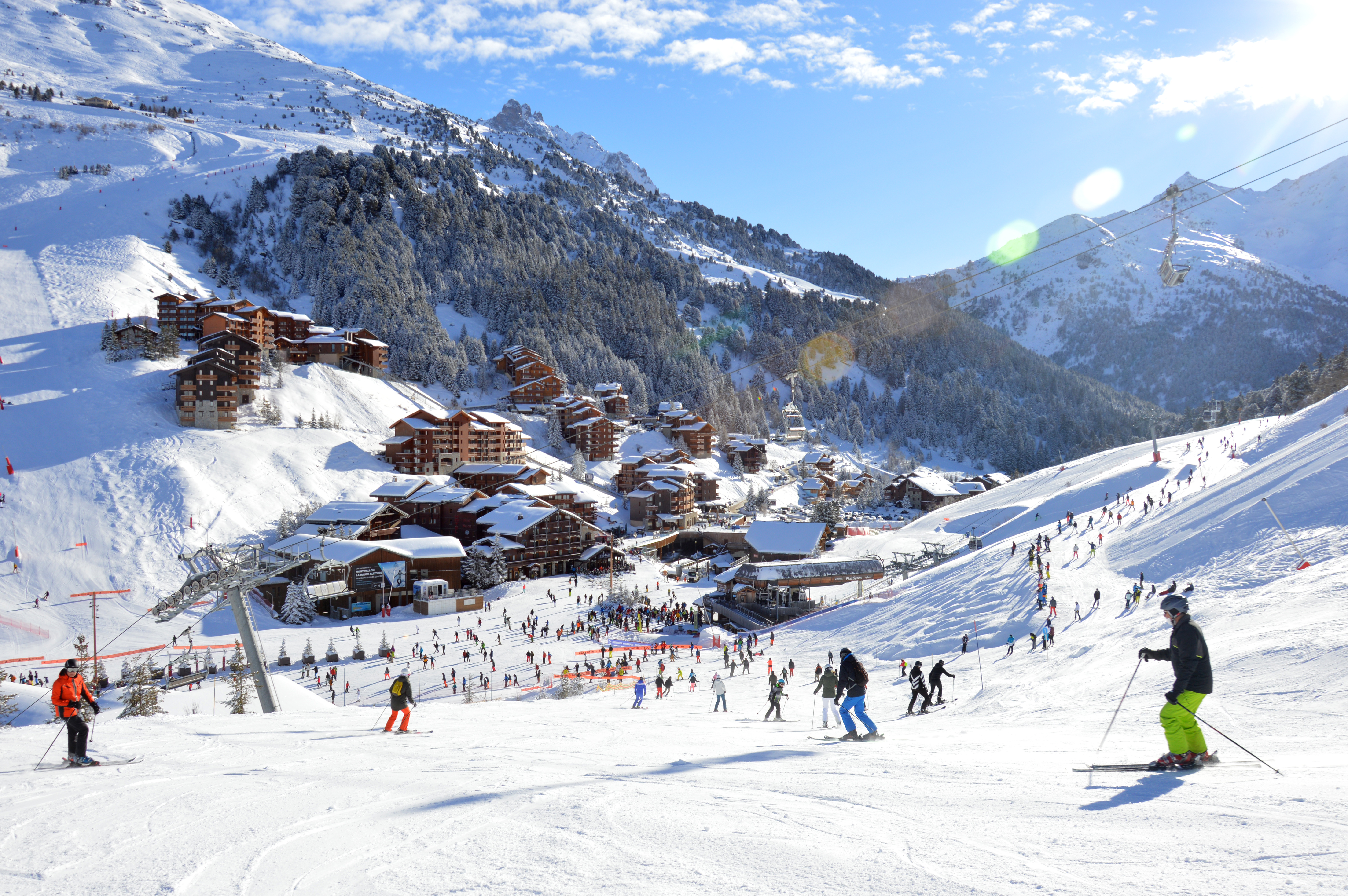
Méribel-Mottaret

Méribel ist ein Wintersportort im Département Savoie in den französischen Alpen. Er gehört zur Gemeinde Les Allues. Der Ort besteht aus zwei Teilen: dem aus einem historischen Ortskern gewachsenen Méribel (1400 Meter) und der Skistation Méribel-Mottaret auf 1750 Meter Höhe. Beide Ortsteile liegen im Vallée des Allues, dem mittleren der drei Täler, die das Skigebiet Trois Vallées bilden.
Das Tal von Méribel hat das kleinste Angebot an Skiliften (57) und Skipisten (150 Kilometer) in den Trois Vallées. Der tiefste Punkt im Skigebiet von Méribel liegt auf nur 600 Meter in Brides-les-Bains, das durch eine Kabinenbahn mit drei Sektionen mit dem Zentrum von Méribel verbunden ist. Abfahren kann man jedoch auf Skiern nur bis Les Allues auf 1100 Meter. Der höchste Skigipfel ist der Mont du Vallon mit 2950 Meter Höhe über dem Meer.
Méribel rühmt sich, die Station mit der höchsten Anzahl an Gondelbahnen (Télécabines) zu sein. Das Skigebiet gehört zum Skistationenbetreiber Compagnie des Alpes.

## Sport

### Eishockey
Für die Olympischen Winterspiele 1992 in Albertville wurde in Méribel das Eisstadion Patinoire du Parc Olympique gebaut. Dort wurde das olympische Eishockeyturnier 1992 aufgetragen.
Das Stadion wird von der französischen Nationalmannschaft regelmäßig für Trainingslager genutzt. Zudem finden immer wieder Turnier der Junioren-Eishockey-Weltmeisterschaften in Méribel statt, zuletzt 2018 die Division IA der U20-Weltmeisterschaft (gemeinsam mit Courchevel).

### Ski alpin
In Méribel fand in der Saison 2014/15 das Saisonfinale statt. Gemeinsam mit Courchevel war Méribel Austragungsort der Alpinen Skiweltmeisterschaften 2023.
Im Jahr 2013 stürzte der siebenfache Formel-1-Weltmeister Michael Schumacher im Rahmen von privaten Skifahrten auf den Skipisten von Méribel und erlitt hierbei ein schweres Schädel-Hirn-Trauma.